# Being Human (telessérie de 2008)
Being Human, (em Portugal Humanos; no Brasil Ser Humano), é uma série britânica criada e escrita por Toby Whithouse para a BBC Three, segue a vida de três personagens sobrenaturais que vivem na mesma casa, um vampiro, uma fantasma e um lobisomem.

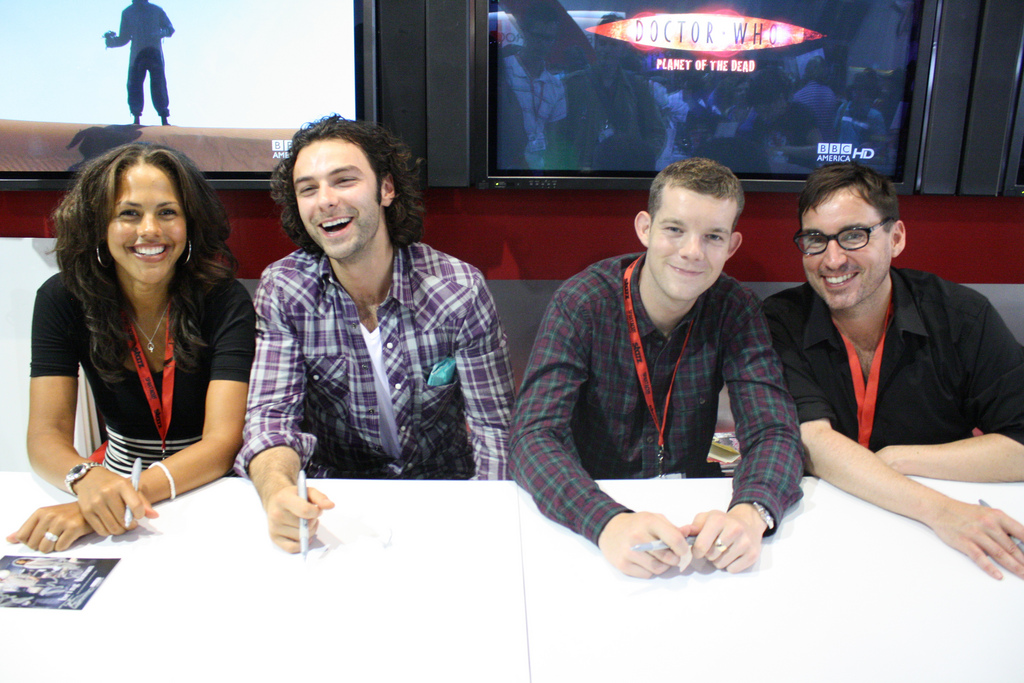
O elenco de Being Human (da esquerda para a direita, Lenora Crichlow, Aidan Turner, Russell Tovey) e o criador da série, Toby Whithouse, em 2009

Dois dos protagonistas foram substituídos na série por Aidan Turner (Mitchell) e Lenora Crichlow (Annie). Russell Tovey é o único membro do elenco principal original. Na terceira temporada, Sinead Keenan tornou-se parte do elenco principal como Nina Pickering (uma lobisomem). Na quarta temporada, o conjunto foi acompanhado por Michael Socha como Tom McNair (um lobisomem) e Damien Molony como Hal Yorke (um vampiro)
Em 13 de março de 2011, o criador da série, Toby Whithouse, anunciou que Turner havia deixado o show e que novos personagens seriam introduzidos. Em 11 de novembro de 2011, Tovey anunciou que estava deixando "Being Human" após o primeiro episódio da quarta temporada para trabalhar em tempo integral em sua outra série de televisão Him & Her
A série teve sua estreia no Reino Unido em  18 de Fevereiro de 2008, sua quinta e última temporada foi ao ar em 2013 no seu canal original BBC Three e também na BBC HD.
A série tem também uma versão norte-americana, que teve estreia no início de 2011, no canal Syfy.

## Elenco
| Personagem     | Interpretado por | Temporadas | Temporadas | Temporadas | Temporadas | Temporadas |
| Personagem     | Interpretado por | 1          | 2          | 3          | 4          | 5          |
| -------------- | ---------------- | ---------- | ---------- | ---------- | ---------- | ---------- |
| Annie Sawyer   | Lenora Crichlow  | Principal  | Principal  | Principal  | Principal  |            |
| George Sands   | Russell Tovey    | Principal  | Principal  | Principal  | Principal  |            |
| John Mitchell  | Aidan Turner     | Principal  | Principal  | Principal  |            |            |
| Nina Pickering | Sinead Keenan    | Recorrente | Recorrente | Principal  |            |            |
| Tom McNair     | Michael Socha    |            |            | Recorrente | Principal  | Principal  |
| Hal Yorke      | Damien Molony    |            |            |            | Principal  | Principal  |
| Alex Millar    | Kate Bracken     |            |            |            | Recorrente | Principal  |
| Dominic Rook   | Steven Robertson |            |            |            | Convidado  | Principal  |

## Livros
Em 2010, a BBC Books publicou a primeira série de livros de Being Human.
| #  | Título    | Autor            | Publicado              | ISBN               |
| 01 | The Road  | Simon Guerrier   | 4 de Fevereiro 2010    | ISBN 9780091914172 |
| 02 | Chasers   | Mark Michalowski | 4 de Fevereiro de 2010 | ISBN 9781846078996 |
| 03 | Bad Blood | James Goss       | 4 de Fevereiro de 2010 | ISBN 9781846079009 |

Um livro guia da série intitulado Being Human: unofficial and unauthorised escrito por Joanne Black, foi publicado pela Classic TV Press em 28 de Novembro de 2010.